# Нуэво Коломбино (стадион)
«Нуэво Коломбино» (исп. Estadio Nuevo Colombino) — футбольный стадион, расположенный в испанском городе Уэльва, с 2001 года — домашняя арена местного клуба «Рекреативо». Вмещает 21 600 зрителей.

## История
Стадион был возведен в 2001 году на месте ранее снесенного «Коломбино», на котором «Рекреативо» выступал в период с 1957 года.
Старая арена вмещала 13 000 зрителей.
8 ноября 2001 года в матче — открытии нового стадиона «Рекреативо» принимал английский «Ньюкасл Юнайтед». Матч завершился уверенной победой хозяев поля со счетом 3:0.
Первый официальный матч поле приняло 6 января того же года.
Игра Сегунды сезона 2001/02 против хихонского «Спортинга» окончилась вничью (0:0).
В рейтинге вместимости стадионов Андалусии поле занимает 6-е место, по аналогичному общеиспанскому показателю — 29-е.
15 ноября 2014 года на «Нуэво Коломбино» состоялась встреча квалификационного раунда Чемпионата Европы — 2016 между сборными Испании и Беларуси (3:0).
Также на стадионе свои матчи проводит неофициальная сборная Андалусии.